# William Wilde
Sir William Robert Wills Wilde (Castlerea, 1º marzo 1815 – Dublino, 19 aprile 1876) è stato un chirurgo e oculista irlandese. È noto soprattutto per essere stato il padre di Oscar Wilde, che ebbe dal matrimonio con la moglie Jane Francesca Elgee. 
Medico di George Bernard Shaw e oculista della regina Vittoria, William Wilde studiò approfonditamente materie come medicina, archeologia e storia delle tradizioni nazionali, con una predilezione per la tradizione folkloristica del suo paese natale, l'Irlanda.

## Biografia
Nato a Kielkeen, nei pressi di Castlerea, da Thomas Wills Wilde e da sua moglie Amelia Flynne, ha ricevuto la sua prima formazione alla Elphin Diocesan School a Elphin e presso l'ospedale del Dottor Steevens a Dublino. Inoltre William Wilde ebbe come maestri Abraham Colles, James Cusak, Sir Philip Crampton e Sir Henry Marsh. Nel 1837 ha conseguito la laurea al Royal College of Surgeons in Irlanda. Nello stesso anno William Wilde ha intrapreso una crociera di otto mesi per la Terrasanta, visitando molti paesi del Mediterraneo (come l'Egitto, in cui ritrovò e portò in Irlanda un nano imbalsamato, degli ibis imbalsamati e uno degli aghi di Cleopatra).  
Successivamente, col figlio naturale Henry Wilson (anch'egli medico), si recò in Svezia, ad Uppsala, dove ottenne una laurea ad honorem, e a Stoccolma, dove venne accolto da Anders Retzius, dal futuro Karl XV di Svezia, e da suo padre re Oscar I di Svezia, che gli conferì il Nordstjärneorden (Ordine della Stella Polare), e divenne un suo paziente.
Nel 1851 sposò la poetessa Jane Francesca Elgee, da cui ebbe tre figli: Willie, Oscar e Isola Francesca. A questi vanno aggiunti i figli illegittimi: Henry Wilson, Emily Wilde e Mary Wilde. Probabilmente il nome Oscar scelto per il futuro scrittore fu un omaggio all'illustre paziente re Oscar I.
La passione per le donne sciupò la sua fama di medico e scienziato: nel 1862 fu infatti accusato di stupro ai danni di una ragazza diciannovenne, Mary Travers. Il processo che ne seguì, quasi un preannuncio di quello che in seguito subirà il figlio Oscar, che all'epoca dei fatti aveva otto anni, si risolse con una condanna al risarcimento dei danni per una somma di 2 000 sterline.
Da questo momento William Wilde abbandonò la carriera medica ritirandosi a Dublino, dove morì nel 1876 all'età di 61 anni. È sepolto al cimitero di Mount Jerome a Dublino.

## Pubblicazioni
- The Narrative of a Voyage to Madeira, Teneriffe, and Along the Shores of the Mediterranean, 1840
- The beauties of the Boyne and the Blackwater, 1849
- Lough Corrib, its Shores and Islands, prima pubblicazione nel 1867
- The closing years of the life of Dean Swift
- The Epidemics of Ireland